# نطاف (فلسطين)
نِطاف قرية فلسطينية مهجرة، تقع في الشمال الغربي لمدينة القدس. احتلها اليهود عام 1948، وطردوا سكانها العرب وهدموا مساكنها.
وقعت معظم أراضيها ضمن حزام المناطق الحرام الذي حدد بموجب اتفاقية الهدنة الدائمة عام 1949.

## موقع القرية
تقع نطاف بالقرب من حدود قضائها مع قضاء الرملة، تصلها دروب جبلية بقرى بيت نوبا، يالو، بيت ثول، وقطنة. أمّا الطرق بين هذه القرى وكل من القدس ورام الله فهي معبّدة.
نشأت نطاف على السفح الشمالي لأحد جبال القدس، تشرف من ارتفاع 400- 425 م عن مستوى سطح البحر، على وادي السمير ورافده وادي الناموس المتجهين نحو الغرب.

## احتلال القرية وتطهيرها عرقيًّا
أقرب قرية من نِطاف يمكن أن يعوّل على المعلومات المتاحة عنها هي دير أيوب، حيث احتلت هذه القرية مثل غيرها من قرى القسم الشمالي من الممرّ المؤدي إلى القدس (في ثلاث مناسبات مختلفة)، أثناء معارك دارت بشأن نتوء اللطرون في الفترة الممتدة من منتصف نيسان\ أبريل حتى أوائل حزيران\ يونيو 1948. جاءت هجمات «الهاغاناه» في إطار سلسلة من عمليات تلت عملية نحشون.على الرغم من أن تلك الهجمات لم تؤد إلى احتلال اللطرون، إلّا أنّها أدت إلى توسيع رقعة «الهاغاناه» على المشارف الغربية للقدس. هذا، وإن لم تكُن نِطاف احتلت في أوائل حزيران\ يونيو، فإنّها وقعت في قبضة القوات الإسرائيلية خلال المرحلة الثانية من عملية داني.

## القرية اليوم
ما زال في موقع القرية اليوم منزل حجري كبير تحيط به مصاطب قديمة. المنزل مؤلف من طبقة واحدة، له باب ونوافذ مقنطرة. ينتصب شمال غربي هذا المنزل، عند أسفل أحد المنحدرات هناك منزل ثانٍ مهجور.
وقع معظم أراضي القرية ضمن المنطقة المجرّدة من السلاح، التي حددتها اتفاقية هدنة 1949 بين «إسرائيل» والأردن.

## المستعمرات الإسرائيلية على أراضي القرية
لا يوجد مستعمرات إسرائيلية على أراضي القرية. إلّا إنّ مستعمرة «نتاف»، التي أنشئت على أراضي بيت ثول في سنة 1982، تقع على بُعد كيلومترُا واحدُا إلى الجنوب من الموقع، اقتبس اسمها- كما هو واضح- من نِطاف.